# Simon Sluga
Simon Sluga (kiejtése [sǐmon slǔːɡa], Poreč, 1993. március 17. –) horvát válogatott labdarúgó, a Ludogorec Razgrad játékosa.

## Pályafutása

### Klubcsapatokban
A Jadran Poreč ismerkedett meg a labdarúgás alapjaival, majd a Rijeka és a Juventus, valamint a Verona akadémiájának is volt a tagja. A 2013–2014-es szezonra kölcsönbe került a Pomorac csapatához tapasztalatot szerezni. Később a Lokomotiva Zagreb és az olasz Spezia csapatában is megfordult kölcsönben. 2019. július 19-én három évre írt alá az angol Luton Town csapatához. Augusztus 2-án a Middlesbrough ellen 3–3-ra végződő bajnoki mérkőzésen debütált. 2022. január 31-én szerződtette a bolgár Ludogorec Razgrad csapata.

### A válogatottban
Részt vett a 2012-es U19-es labdarúgó-Európa-bajnokság és a 2013-as U20-as labdarúgó-világbajnokságon. 2019. június 11-én mutatkozott be a felnőtt válogatottban Tunézia ellen 2–1-re elvesztett találkozón. 2021. május 17-én kihirdette 26 fős keretét Zlatko Dalić szövetségi kapitány, amiben ő is szerepelt.

## Statisztika

### Klub
2022. május 22-i állapotnak megfelelően.
| Klub              | Szezon   | Bajnokság           | Bajnokság | Bajnokság | Kupa  | Kupa  | Ligakupa | Ligakupa | Nemzetközi | Nemzetközi | Egyéb | Egyéb | Összesen | Összesen |
| Klub              | Szezon   | Osztály             | Mérk.     | Gólok     | Mérk. | Gólok | Mérk.    | Gólok    | Mérk.      | Gólok      | Mérk. | Gólok | Mérk.    | Gólok    |
| ----------------- | -------- | ------------------- | --------- | --------- | ----- | ----- | -------- | -------- | ---------- | ---------- | ----- | ----- | -------- | -------- |
| Rijeka            | 2014–15  | Prva HNL            | 0         | 0         | —     | —     | —        | —        | —          | —          | 0     | 0     | 0        | 0        |
| Rijeka            | 2015–16  | Prva HNL            | 2         | 0         | —     | —     | —        | —        | 1          | 0          | —     | —     | 3        | 0        |
| Rijeka            | 2016–17  | Prva HNL            | 0         | 0         | 2     | 0     | —        | —        | —          | —          | —     | —     | 2        | 0        |
| Rijeka            | 2017–18  | Prva HNL            | 27        | 0         | 3     | 0     | —        | —        | 9          | 0          | —     | —     | 39       | 0        |
| Rijeka            | 2018–19  | Prva HNL            | 35        | 0         | 4     | 0     | —        | —        | 2          | 0          | —     | —     | 41       | 0        |
| Rijeka            | 2019–20  | Prva HNL            | 0         | 0         | —     | —     | —        | —        | —          | —          | 1     | 0     | 1        | 0        |
| Rijeka            | Összesen | Összesen            | 64        | 0         | 9     | 0     | —        | —        | 12         | 0          | 1     | 0     | 86       | 0        |
| Pomorac           | 2013–14  | Druga HNL           | 31        | 0         | 0     | 0     | —        | —        | —          | —          | —     | —     | 31       | 0        |
| Lokomotiva Zagreb | 2014–15  | Prva HNL            | 26        | 0         | 2     | 0     | —        | —        | —          | —          | —     | —     | 28       | 0        |
| Spezia            | 2015–16  | Serie B             | 0         | 0         | 0     | 0     | —        | —        | —          | —          | —     | —     | 0        | 0        |
| Luton Town        | 2019–20  | Championship        | 33        | 0         | 1     | 0     | 0        | 0        | —          | —          | —     | —     | 34       | 0        |
| Luton Town        | 2020–21  | Championship        | 39        | 0         | 2     | 0     | 0        | 0        | —          | —          | —     | —     | 41       | 0        |
| Luton Town        | 2021–22  | Championship        | 19        | 0         | 0     | 0     | 0        | 0        | —          | —          | —     | —     | 19       | 0        |
| Luton Town        | Összesen | Összesen            | 91        | 0         | 3     | 0     | 0        | 0        | —          | —          | —     | —     | 94       | 0        |
| Ludogorec Razgrad | 2021–22  | Bolgár First League | 2         | 0         | 3     | 0     | —        | —        | —          | —          | —     | —     | 5        | 0        |
| Ludogorec Razgrad | Összesen | Összesen            | 2         | 0         | 3     | 0     | —        | —        | —          | —          | —     | —     | 5        | 0        |
| Összesen          | Összesen | Összesen            | 214       | 0         | 17    | 0     | 0        | 0        | 12         | 0          | 1     | 0     | 244      | 0        |

1. ↑  Magában foglalja a Horvát szuperkupán való pályára lépéseit is.

### Válogatott
2021. március 30-i állapot szerint.
| Válogatott   | Szezon   | Mérkőzés | Gól |
| ------------ | -------- | -------- | --- |
| Horvátország | 2018     | 0        | 0   |
| Horvátország | 2019     | 2        | 0   |
| Horvátország | 2020     | 1        | 0   |
| Horvátország | 2021     | 0        | 0   |
| Horvátország | 2022     | 0        | 0   |
| Összesen     | Összesen | 3        | 0   |

## Sikerei, díjai
- Rijeka
  - Horvát bajnokság: 2016–17
  - Horvát kupa: 2016–17, 2018–19
- Ludogorec Razgrad
  - Bolgár First League: 2021–22